# Вииторул (футбольный клуб, Констанца)
«Виито́рул» (рум. Fotbal Club Viitorul Constanța) — румынский профессиональный футбольный клуб из города Констанца, жудец Констанца. Основан в 2009 году. Домашние матчи проводил на стадионе «Вииторул» в городе Овидиу общей вместимостью 4 554 зрителей. В Овидиу располагалась база футбольного клуба. С 2012 по 2021 годы выступал в Лиге I, высшем дивизионе чемпионата Румынии по футболу. В сезоне 2016/17 команда впервые в своей истории стала чемпионом Румынии по футболу.

## История клуба
Клуб «Вииторул» был основан в 2009 году усилиями румынского футболиста Георге Хаджи. С момента своего создания команда начала выступление в Лиге III, третьем по значимости футбольном дивизионе Румынии. Уже на первый год выступления в лиге команда стала победителем в своей зоне, благодаря чему добилась повышения в классе. Проведя в общей сложности два года в Лиге II (второй дивизион), в сезоне 2011/12 «Вииторул» занял итоговое второе место в турнирной таблице, лишь по дополнительным показателям уступив первую строчку клубу «Политехника» из города Яссы, и по итогам турнира получил возможность дебютировать в высшем румынском дивизионе Лиге I в сезоне 2012/13.
Первый сезон в высшей лиге команда завершила на 13-м месте, в четырёх очках от зоны прямого вылета. В следующем сезоне команда поднялась на строчку выше, в двух очках от зоны вылета, тем не менее сохранив прописку в элитном дивизионе. В сезоне 2014/15 команда также провела большую часть сезона в нижней части таблицы, лишь в последних турах сумев спастись от вылета.
Проведя три блеклых сезона в элите, тем не менее «Вииторул» смог найти силы сделать шаг вперёд в развитии. Сезон 2015/16 стал лучшим для команды за всё время выступления в Лиге I. Команда смогла войти в пул сильнейших клубов по итогам регулярного сезона, а по итогам турнира плей-офф «Вииторул» занял пятое место, что стало лучшим результатом клуба в чемпионате на тот момент. Благодаря отстранению УЕФА ряда румынских клубов от еврокубков, команда получила право дебютировать в квалификации Лиги Европы, второго по значимости клубного турнира Старого Света. В рамках третьего отборочного раунда Лиги Европы «Вииторул» встретился с бельгийским клубом «Гент». Дебют в еврокубках для команды не удался: уступив с разгромным счетом 0:5 в гостях, команды разошлись нулевой ничьей в ответной встрече.
В 2017 году «Вииторул» добился исторического достижения: команда впервые в истории выиграла чемпионат Румынии, а владелец и главный тренер клуба Георге Хаджи впервые стал чемпионом Румынии в качестве основного наставника команды.
21 июня 2021 года владелец и основатель «Вииторула» Георге Хаджи, президент Георге Попеску и владелец «Фарула» Чиприан Марика, объявили на пресс-конференции, что два их клуба из округа Констанца объединились. «Фарул» занял место «Вииторула» в Лиге I, а «Вииторул» практически исчез в процессе слияния. Поскольку стадион «Фарул» находится в запущенном состоянии, то новая команда переехала на стадион «Вииторул» в Овидиу.

### Болельщики
Поскольку все успехи «Вииторула» в румынском первенстве принято ассоциировать с фигурой владельца и наставника клуба Георге Хаджи, поклонники клуба дали шутливое прозвище игрокам команды «Puștii lui Hagi», что в переводе с румынского означает «Дети Хаджи».

## Достижения
Чемпионат Румынии
- Чемпион (1): 2016/17
- Бронзовый призёр (1): 2018/19

Лига II
- Серебряный призёр (1): 2011/12

Лига III
- Победитель (1): 2009/10

Кубок Румынии
- Обладатель (1): 2018/19

Суперкубок Румынии
- Обладатель (1): 2019
- Финалист (1): 2017

## Статистика выступлений в чемпионатах Румынии
| Сезон   | Ранг | Турнир   | Место | И  | В  | Н  | П  | ГЗ | ГП | Очки | Кубок       |
| ------- | ---- | -------- | ----- | -- | -- | -- | -- | -- | -- | ---- | ----------- |
| 2009/10 | 3    | Лига III | 1     | 34 | 29 | 2  | 3  | 85 | 13 | 89   | 4-й раунд   |
| 2010/11 | 2    | Лига II  | 8     | 30 | 10 | 11 | 9  | 37 | 37 | 41   | 1/16 финала |
| 2011/12 | 2    | Лига II  | 2     | 30 | 17 | 10 | 3  | 55 | 18 | 61   | 1/16 финала |
| 2012/13 | 1    | Лига I   | 13    | 34 | 8  | 12 | 14 | 45 | 57 | 36   | 1/16 финала |
| 2013/14 | 1    | Лига I   | 12    | 34 | 10 | 10 | 14 | 29 | 50 | 40   | 1/4 финала  |
| 2014/15 | 1    | Лига I   | 11    | 34 | 11 | 10 | 13 | 44 | 54 | 43   | 1/8 финала  |
| 2015/16 | 1    | Лига I   | 5     | 26 | 13 | 7  | 6  | 49 | 30 | 46   | 1/4 финала  |
| 2015/16 | 1    | Лига I   | 5     | 10 | 1  | 3  | 6  | 14 | 21 | 29   | 1/4 финала  |
| 2016/17 | 1    | Лига I   | 1     | 26 | 16 | 3  | 7  | 39 | 22 | 51   | 1/4 финала  |
| 2016/17 | 1    | Лига I   | 1     | 10 | 5  | 3  | 2  | 12 | 8  | 44   | 1/4 финала  |
| 2017/18 | 1    | Лига I   | 4     | 26 | 13 | 5  | 8  | 34 | 21 | 44   | 1/8 финала  |
| 2017/18 | 1    | Лига I   | 4     | 10 | 3  | 4  | 3  | 13 | 11 | 35   | 1/8 финала  |
| 2018/19 | 1    | Лига I   | 3     | 26 | 11 | 5  | 10 | 26 | 27 | 38   | Победитель  |
| 2018/19 | 1    | Лига I   | 3     | 10 | 6  | 2  | 2  | 18 | 10 | 39   | Победитель  |
| 2019/20 | 1    | Лига I   | 7     | 26 | 11 | 7  | 8  | 44 | 29 | 40   | 1/16 финала |
| 2019/20 | 1    | Лига I   | 7     | 14 | 6  | 5  | 3  | 25 | 17 | 43   | 1/16 финала |
| 2020/21 | 1    | Лига I   | 10    | 30 | 6  | 13 | 11 | 36 | 37 | 31   | 1/16 финала |
| 2020/21 | 1    | Лига I   | 10    | 9  | 5  | 1  | 3  | 9  | 4  | 32   | 1/16 финала |

## Выступления в еврокубках
| Сезон   | Турнир              | Раунд                   | Соперник             | Дома | В гостях | Общий счёт |  |
| ------- | ------------------- | ----------------------- | -------------------- | ---- | -------- | ---------- |  |
| 2016/17 | Лига Европы УЕФА    | Третий отборочный раунд | Гент                 | 0:0  | 0:5      | 0:5        |  |
| 2017/18 | Лига чемпионов УЕФА | Третий отборочный раунд | АПОЭЛ                | 1:0  | 0:4 (д)  | 1:4        |  |
| 2017/18 | Лига Европы УЕФА    | Плей-офф раунд          | Ред Булл (Зальцбург) | 1:3  | 0:4      | 1:7        |  |
| 2018/19 | Лига Европы УЕФА    | Первый отборочный раунд | Расинг (Люксембург)  | 0:0  | 2:0      | 2:0        |  |
| 2018/19 | Лига Европы УЕФА    | Второй отборочный раунд | Витесс               | 2:2  | 1:3      | 3:5        |  |
| 2019/20 | Лига Европы УЕФА    | Второй отборочный раунд | Гент                 | 2:1  | 3:6      | 5:7        |  |